# Украс (музика)
Украси или орнаменти (енг. и фр. ornaments од латинског ornamentum, што значи украс, шара) су у музици тонови или групе тонова који се стављају на главне тонове мелодија (углавном на наглашене делове такта) и који имају задатак да мелодију учине лепшом, развијенијом, китњастијом. 
Инструментална и вокална музика 17. и 18. века, препуне су оваквим примерима. На почетку су били импровизовани, а касније су се почели бележити.
Има их више врста. Бележе се или ситним нотама (мањим од нормалних), или посебним знацима. 
Најважнији украси су:
1. Дуги предудар:  или  или 
2. Кратки предудар: 
3. Двоструки предудар: 
4. Вишеструки предудар: 
5. Групето: 
6. Пралтрилер: 
7. Мордент: 
8. Трилер:  или 